# Martin Bryant
Martin Bryant (* 7. Mai 1967) ist ein australischer Massenmörder, der am 28. April 1996 bei einem Amoklauf in Tasmanien, Australien, 35 Menschen tötete und 19 weitere verletzte. Er sitzt im Risdon-Gefängnis in Hobart (Tasmanien) eine Strafe von 35 mal lebenslang ab.

## Leben

### Kindheit
Martin Bryant ist der älteste Sohn von Maurice und Carleen Bryant. In den ersten Jahren seiner Schulzeit wurde bei ihm ein niedriger Intelligenzquotient von 66 diagnostiziert. Seine Sonderschullehrer beschrieben Bryant als besonders „fern von der Realität“ und entweder als emotionslos oder als seltsame Emotionen ausdrückend. Er war ein störendes und manchmal auch gewalttätiges Kind, welches von anderen Schülern massiv schikaniert wurde. Bryant war mehrere Male in psychiatrischer Behandlung. Ein britischer Psychiater beschrieb ihn 1984 als geistig behindert und bescheinigte ihm eine Persönlichkeitsstörung.

### Erwachsenenalter
Bryants Auftreten als junger Mann zeigte weiterhin gestörte Verhaltensweisen. Als sein Vater, der früh in Rente ging, um auf ihn aufzupassen, offensichtlich nach einem Suizidversuch verstarb, beschrieben Notfallärzte den Sohn als einerseits aufgeregt, andererseits auch gleichgültig gegenüber dem Tod. Er lebte eine Zeit lang von einer Rente, auf die er wegen seines niedrigen IQs Anrecht hatte, und arbeitete als „Mädchen für alles“ oder Gärtner. Durch einen dieser Jobs kam er mit Helen Harvey, Teilerbin einer Lotteriegesellschaft, in Verbindung, die ihn einlud, bei ihr zu leben.
Bis zu Helens Tod, der durch einen Autounfall verursacht wurde (an dem auch Bryant nicht unbeteiligt war, weil er die Angewohnheit hatte, Autofahrern aus Spaß ins Lenkrad zu greifen) lebten die beiden zusammen in dem Städtchen Copping. Nach dem Autounfall lag Bryant sieben Monate mit schweren Nacken- und Rückenverletzungen im Krankenhaus.
In ihrem Testament wurde Bryant als einziger Begünstigter aufgeführt. So kam er unter anderem in Besitz eines Wohnhauses in Hobart. Insgesamt erbte er mehr als eine halbe Million Australischer Dollar. Durch eine Anfrage seiner Mutter, die bestätigt wurde, wurde im Jahr 1993 wegen seiner verminderten geistigen Fähigkeiten die Verwaltung seines Besitzes einem Treuhänder übertragen.

## Die Ereignisse vom April 1996
Bryant fuhr am 28. April 1996 zu einem älteren Ehepaar, dessen Haus er kaufen wollte. Dort erschoss er das Ehepaar. Danach fuhr er zum Broad Arrow Café, schoss dort mit einem Colt AR-15-Gewehr wahllos in die Menge und tötete zwölf Menschen. Er verließ das Café, erschoss in der gift shop area, später wieder im Café weitere acht Menschen und auf einem Parkplatz weitere vier Menschen. Dann fuhr er die Jetty Road entlang und erschoss eine Mutter und ihre zwei kleinen Töchter. An einer Mautstation erschoss er vier Menschen in einem 7er BMW und fuhr dann mit diesem weiter.
An einer Tankstelle erschoss er eine Frau, nahm deren Freund als Geisel und fuhr zu dem Haus des älteren Ehepaares zurück. Er verschanzte sich dort 18 Stunden, erschoss dann die Geisel, zündete das Haus an und versuchte, sich dabei zu verbrennen. Er kam schwer verletzt und nackt aus dem Haus heraus und wurde in dasselbe Krankenhaus in Hobart gebracht wie seine Opfer.
Bryant, dem ein Gutachter die Intelligenz eines Elfjährigen bescheinigte, wurde für schuldfähig erklärt und nach zwei Wochen Prozess zu 35 Mal lebenslanger Haft verurteilt + 777 Jahre Gefängnisstrafe. Er sitzt im Risdon-Gefängnis in Hobart und wird rund um die Uhr bewacht. Nur ausgewählte Gefangene durften Kontakt zu ihm haben. 
Zwölf Tage nach dem Amoklauf wurden die australischen Waffengesetze verschärft.
In zwei groß angelegten Rückkaufprogrammen kaufte der Staat circa eine Million Waffen von Privatleuten (circa ein Drittel der gesamten Anzahl) und vernichtete sie. Die Wahrscheinlichkeit, in Australien von einer Waffe getötet zu werden, sank in den folgenden Jahren um 50 % und blieb auf diesem Niveau.
Laut dem Film Nitram waren 2021 in Australien wieder mehr Schusswaffen im Umlauf als vor dem Amoklauf.

## Rezeption
Der Film Nitram versucht sich in einer Darstellung von Bryant und dessen Leben bis zum Amoklauf.